# 2,4-Dinitrophénylhydrazine
La 2,4-dinitrophénylhydrazine (ou 2,4-DNPH ou DNPH ou réactif de Brady) est utilisée comme test caractéristique des aldéhydes et des cétones. 

## Synthèse
Elle est synthétisée par substitution nucléophile aromatique de l'hydrazine sur le 1-chloro (ou 1-bromo) 2,4-dinitrobenzène.

## Test de présence du groupe carbonyle
La préparation d’une solution de réactif peut être obtenue ainsi : on dissout doucement 3 g de DNPH dans 15 ml de H2SO4
à 98 %, 20 ml d’eau et 70 ml d’éthanol.
Cette réaction est exothermique, il faut donc la refroidir avec de la glace.
On mélange le composé organique à tester avec de la 2,4-DNPH. Si un précipité jaune-orangé de 2,4-dinitrophénylhydrazone apparaît, le test est positif et le composé organique est soit un aldéhyde, soit une cétone. Sinon, le test est négatif, et le composé organique n'est ni un aldéhyde, ni une cétone.
Remarque : Il faut verser le composé carbonylé dans la solution alcoolique acidifiée de 2,4-DNPH (et non l'inverse), car le précipité d'hydrazone formé peut être légèrement soluble dans le composé carbonylé testé.
Les précipités des différentes hydrazones formées au cours du test ont des températures de fusion et d'ébullition caractéristiques, permettant de déterminer le réactif de départ. Mais cette façon de caractériser un composé a été abandonnée avec l'arrivée des techniques de spectroscopie, infrarouge notamment.

## Aspects réglementaires et sécurité

### Aspects réglementaires
Dans le cadre de la réglementation européenne CE No 1272/2008, la 2,4-DNPH n'est pas classifiée à l’heure actuelle comme un produit CMR, bien que les sels d'hydrazine en fassent partie.

### Les risques reconnus
Cette substance est commercialisée sous forme stabilisée par la présence d’environ 30 % d’eau en masse. Il convient de veiller à ce que la substance ne soit pas amenée à l’état sec car il s'agit d'un solide inflammable.

### Les dangers identifiés auprès de l'AEPC
La substance a fait l’objet de notifications auprès de l’Agence européenne des produits chimiques (AEPC).
Le groupe principal de notifiants identifie deux classes de dangers :
- Matière solide inflammable catégorie 1.
- Toxique aigu catégorie 4 en cas d’ingestion.
Les autres groupes de notifiants identifient des classes de dangers supplémentaires. Ainsi il a été montré que la 2,4-DNPH est un irritant cutané et oculaire de catégorie 2.